# Macronychia polyodon
Macronychia polyodon är en tvåvingeart som först beskrevs av Johann Wilhelm Meigen 1824.  Macronychia polyodon ingår i släktet Macronychia och familjen köttflugor.
Artens utbredningsområde är Tyskland. Arten är reproducerande i Sverige. Inga underarter finns listade i Catalogue of Life.